# Malá Mača
Malá Mača es un municipio del distrito de Galanta en la región de Trnava, Eslovaquia, con una población estimada a final del año 2024 de 607 habitantes.
Se encuentra ubicado en el centro-sur de la región, en la depresión danubiana y cerca del río Váh (cuenca hidrográfica del Danubio) y de la región de Bratislava.

## Demografía
| Año        | 1994 | 2004 | 2014    | 2024    |
| ---------- | ---- | ---- | ------- | ------- |
| Población  | 0    | 600  | 598     | 607     |
| Diferencia |      | –    | −0,33 % | +1,50 % |

| Año        | 2023 | 2024    |
| ---------- | ---- | ------- |
| Población  | 606  | 607     |
| Diferencia |      | +0,16 % |